# Monika de Montgazon
Monika de Montgazon (* 1955 in Berlin; † Dezember 2016 oder Januar 2017 ebenda) war eine deutsche Arzthelferin, die zu Unrecht wegen Mordes verurteilt und später freigesprochen wurde.

## Leben
Monika de Montgazon war Tochter eines Werkzeugmachers und einer Verkäuferin und wuchs in Berlin-Neukölln auf. Sie wurde Arzthelferin und bekam mit 23 Jahren einen Sohn, dessen Vater drei Jahre später starb.

### Fall, Ermittlungen und Prozesse
Das Haus in Berlin-Buckow, das Monika de Montgazon und ihr Lebensgefährte zusammen mit de Montgazons Vater bewohnten, brannte in der Nacht zum 18. September 2003 ab. Der an Krebs erkrankte 76-jährige Vater starb dabei in seinem Bett, während seine Tochter und ihr Lebensgefährte sich retten konnten. Auf der Grundlage zweier Brandgutachten des Landeskriminalamtes warf die Staatsanwaltschaft de Montgazon vor, den Brand mit Hilfe von Brennspiritus gelegt und so ihren Vater ermordet zu haben, um an die Versicherungssumme für das abgebrannte Haus zu kommen. Ein Motiv für den Vorwurf des Mordes wurde jedoch nicht genannt; der Vater war so schwer krank, dass er wenige Wochen später nach Angaben der Ärzte ohnehin eines natürlichen Todes gestorben wäre. Auch ein externer Sachverständiger der Verteidigung, der den Gutachten der Staatsanwaltschaft vehement widersprochen hatte, wurde vor Gericht nicht gehört. Das Berliner Landgericht folgte der Anklage und verurteilte de Montgazon 2005 zu lebenslanger Haft, wobei die besondere Schwere der Schuld festgestellt wurde.
Der Bundesgerichtshof hob auf die Revision der Angeklagten hin 2006 das Urteil auf. In der neuen Hauptverhandlung zeigten die von de Montgazon beauftragten Gutachter und eine Expertin des Bundeskriminalamts, dass die LKA-Gutachten schwerwiegende Fehler enthielten. Nicht Spiritus war demnach Auslöser des Brandes, sondern wahrscheinlich eine Zigarette des Vaters. Das brennende Fichtenholz seines Bettes habe dann die gleichen Gasrückstände freigesetzt wie Spiritus. 2008 wurde sie daraufhin wegen erwiesener Unschuld freigesprochen.

### Folgen
Monika de Montgazon war nach ihrer Haftentlassung zunächst arbeitslos und musste von Arbeitslosengeld II leben. Auch mit 28 Jahren Berufserfahrung fand sie keine Anstellung als Arzthelferin mehr. Eine Wiedereingliederungshilfe, die bei rechtmäßig verurteilten Straftätern nach der Haftzeit vorgesehen ist, wurde ihr als Untersuchungsgefangener nicht bewilligt. Sie erhielt zunächst eine Entschädigung von 9.779 Euro, was elf Euro pro Tag in Haft entsprach. Die Diskussion über ihren Fall führte dazu, dass der Bundestag 2009 das Strafverfolgungsentschädigungsgesetz änderte und den Tagessatz für Haftentschädigungen auf 25 Euro anhob.
Das Berliner Kammergericht entschied im Februar 2012, dass de Montgazon rund 5.000 Euro an Gutachterkosten an die Staatskasse zurückzahlen müsse und ihr weitere rund 27.000 Euro an Gutachterkosten nicht erstattet würden. Sie hatte während des zweiten Verfahrens fünf Brandanalytiker beauftragt, deren Gutachten insgesamt 113.638 Euro gekostet hatten. Das Gericht hatte die Stundensätze der Gutachter von 100 bis 125 Euro auf 84 Euro gekürzt, da „die Notwendigkeit eines darüber hinausgehenden Stundensatzes [...] nicht plausibel dargelegt“ worden sei, und die Fahrtkostenpauschalen sowie das Honorar für die Vorbereitungszeit eines Gutachters reduziert, da „Kosten, die eine wirtschaftlich denkende Person nicht aufgewandt hätte“ von der Staatskasse nicht zu erstatten seien. De Montgazons Anwalt erhob dagegen Klage (2012) vor dem Bundesverfassungsgericht.

### Letzte Jahre
Nach Rechtskraft des Freispruchs erhielt de Montgazon auch den Rest der Entschädigung für ihre Haftzeit in Höhe von 53.000 Euro und das Geld aus der Feuerversicherung, ferner erreichte sie die Zahlung ihres letzten Gehaltes von 1.100 Euro monatlich durch die Justizkasse bis zur Rente, nachdem sie infolge des Fehlurteils ihre Arbeit verloren hatte, und dessen Nachzahlung für die zurückliegenden Jahre. 
Zusammen mit einem Bekannten aus der Kneipenszene eröffnete sie im Berliner Süden die Diskothek Zeitlos. Nach ausbleibendem Erfolg der Diskothek und einem Kredit an eine ehemalige Mitgefangene geriet sie erneut in wirtschaftliche Schwierigkeiten und musste schließlich Privatinsolvenz anmelden. Nachdem sie am 27. Dezember 2016 letztmals mit ihrem Sohn telefoniert hatte, wurde Monika de Montgazon am 2. Januar tot in ihrer Wohnung aufgefunden. Laut Obduktionsergebnis war Fremdverschulden auszuschließen.
Uta Eisenhardt kommentierte in der Zeit: „Es war kein gewaltsamer Tod. Niemand hatte sie erschlagen, erwürgt oder vergiftet. Sie war nur – aufgrund systematischer Schlamperei und Arroganz – aus ihrem sozialen Gefüge katapultiert worden.“